# Aurelio Roverella
Aurelio Roverella (ur. 21 sierpnia 1748 w Cesenie, zm. 6 września 1812 w Bourbonne-les-Bains) – włoski kardynał.

## Życiorys
Urodził się 21 sierpnia 1748 roku w Cesenie, jako syn Carla Roverelli i Marii Toschi. Wstąpił do Kurii Rzymskiej i został protonotariuszem apostolskim oraz audytorem generalnym Kamery Apostolskiej i Roty Rzymskiej. 21 lutego 1794 roku został kreowany kardynałem prezbiterem i otrzymał kościół tytularny Ss. Ioannis et Pauli. Rok później został prodatariuszem apostolskim, a w latach 1796–1797 był kamerlingiem Kolegium Kardynałów. Zanim Pius VI został deportowany do Francji, przekazał wszelkie plenipotencje Roverelli. W 1808 roku podczas ponownej okupacji Rzymu, kardynał został wygnany i osiadł w Ferrarze. 27 marca 1809 roku został podniesiony do rangi kardynała biskupa i otrzymał diecezję suburbikarną Palestrina. W kwietniu przyjął sakrę. Pod koniec roku otrzymał rozkaz udania się do Paryża, podobnie jak reszta duchowieństwa i wzięcia udziału w zaślubinach Napoleona i Marii Ludwiki. Podporządkował się cesarzowi, dzięki czemu zachował możliwość noszenia czerwonego ornatu. Według Bartolomea Pacci, Roverella był głównym inicjatorem nacisków wywieranych na Piusa VII. W 1811 roku udał się do Savony, gdzie przebywał papież oraz kardynałowie Giuseppe Maria Doria Pamphili, Antonio Dugnani, Fabrizio Dionigi Ruffo i Alphonse-Hubert de Latier de Bayane. Wraz z nimi opracował dokument potwierdzający dekrety soboru paryskiego, podjęte bez udziału papieża lub wyznaczonego legata. Roverella zmarł 6 września 1812 roku w Bourbonne-les-Bains.